# Tõrva
Tõrva (tysk: Törwa) er en by i det sydlige Estland. Byen har et indbyggertal på ca. 2.631 (2024) indbyggere, og den er hovedby i Tõrva kommune.